# Praomys misonnei
Praomys misonnei es una especie de roedor de la familia Muridae.

## Distribución geográfica
Se encuentra en República Democrática del Congo, Kenia y Uganda.

## Hábitat
El hábitat natural de este roedor son las tierras bajas subtropicales o tropicales bosques, montañas, y tierras de cultivo.